# Frederic Soelle Soelle
Frederic Leroi Soelle Soelle (24 december 2005) is een Belgisch voetballer die onder contract ligt bij RWDM.

## Clubcarrière
Soelle Soelle genoot zijn jeugdopleiding bij KV Mechelen. In april 2022 ondertekende hij zijn eerste profcontract bij de club. Op 17 september 2022 maakte hij zijn officiële debuut in het eerste elftal van de club: op de negende competitiespeeldag liet trainer Danny Buijs hem tegen Oud-Heverlee Leuven (0-0-gelijkspel) in de 79e minuut invallen voor Nikola Storm. Voor hij naar KV Mechelen ging, speelde hij bij VC Rijmenam.
Tijdens de wintermercato van 2023/24 vertrok hij naar de Brusselse eersteklasser RWDM. In april 2024 was Soelle Soelle slachtoffer van een zwaar verkeersongeval, waarbij hij even in levensgevaar verkeerde. De jonge voetballer zou onwel geworden zijn achter het stuur van zijn wagen na een trainingssessie en botste frontaal op een vrachtwagen. Hij liep een heupfractuur en meerdere breuken in het gezicht op.

## Clubstatistieken
| Seizoen         | Club             | Land            | Competitie      | Competitie | Competitie | Beker | Beker | Supercup | Supercup | Europees | Europees | Totaal | Totaal |
| Seizoen         | Club             | Land            | Competitie      | Wed.       | Dlp.       | Wed.  | Dlp.  | Wed.     | Dlp.     | Wed.     | Dlp.     | Wed.   | Dlp.   |
| --------------- | ---------------- | --------------- | --------------- | ---------- | ---------- | ----- | ----- | -------- | -------- | -------- | -------- | ------ | ------ |
| 2022/23         | Jong KV Mechelen | Vlag van België | Tweede afdeling | 11         | 1          | —     | —     | —        | —        | —        | —        | 11     | 1      |
| 2022/23         | KV Mechelen      | Vlag van België | Eerste klasse A | 12         | 0          | 3     | 0     | —        | —        | —        | —        | 15     | 0      |
| 2023/24         | KV Mechelen      | Vlag van België | Eerste klasse A | 2          | 0          | 0     | 0     | 1        | 0        | —        | —        | 3      | 0      |
| 2023/24         | Jong KV Mechelen | Vlag van België | Tweede afdeling | 11         | 3          | —     | —     | —        | —        | —        | —        | 11     | 3      |
| 2023/24         | RWDM             | Vlag van België | Eerste klasse A | 5          | 0          | 0     | 0     | —        | —        | —        | —        | 5      | 0      |
| Carrière totaal | Carrière totaal  | Carrière totaal | Carrière totaal | 41         | 4          | 3     | 0     | 1        | 0        | 0        | 0        | 45     | 4      |

Bijgewerkt op 5 april 2024.
1 Lathouwers ·
3 Halilou ·
4 Doudaev ·
5 De Sart ·
6 Halifa ·
7 Montes ·
8 Abe ·
9 Parzyszek ·
10 Robail ·
11 Ziani ·
15 Laâziri ·
17 Barry ·
20 Poku ·
21 Marsoni ·
22 Soelle Soelle ·
23 Del Piage ·
26 Kestens ·
28 Hubert ·
29 Maurer ·
30 Baghli ·
31 Dodeigne ·
43 Sousa ·
49 Sapata ·
51 Preijs ·
53 Messad-Kouchiche ·
60 Awudu ·
70 Nkurunziza ·
77 Biron ·
83 Lemmens ·
84 El Arouch ·
99 Benjdida ·
Coach: Ferrera
· Assistent-coach: Baherlé
· Assistent-coach: De Camargo